# Callistopopillia sulcipennis
Callistopopillia sulcipennis är en skalbaggsart som beskrevs av Lin 1992. Callistopopillia sulcipennis ingår i släktet Callistopopillia och familjen Rutelidae. Inga underarter finns listade.